# Terry McDermott
Terence McDermott (* 8. prosince 1951, Liverpool) je bývalý anglický fotbalista.
Hrál na postu záložníka, především za Liverpool, se kterým vyhrál 3× PMEZ a 1× Pohár UEFA. Byl na ME 1980 a MS 1982.

## Hráčská kariéra
Terry McDermott hrál na postu záložníka za Bury, Newcastle United, Liverpool, Cork City a APOEL. S Liverpoolem vyhrál 5× ligu, 3× PMEZ a 1× Pohár UEFA.
Za Anglii hrál 25 zápasů a dal 3 góly. Byl na ME 1980 a MS 1982.

## Úspěchy

### Klub
Liverpool
- Football League First Division (5): 1975–76, 1976–77, 1978–79, 1979–80, 1981–82
- Football League Cup (2): 1980–81, 1981–82
- PMEZ (3): 1976–77, 1977–78, 1980–81
- Pohár UEFA (1): 1975–76

APOEL
- Kyperská liga (1): 1985–86

### Individuální
- Hráč sezony anglické ligy (1): 1979–80